# Кеппель, Руфус, 10-й граф Албемарл
Руфус Арнольд Алексис Кеппель, 10-й граф Албемарл (англ. Rufus Arnold Alexis Keppel, 10th Earl of Albemarle; род. 16 июля 1965) — британский аристократ и дизайнер. Он носил титул учтивости — виконт Бери с 1968 по 1979 год.
Титулы: 10-й граф Албемарл (Пэрство Англии), 10-й виконт Бери в графстве Ланкашир (Пэрство Англии) и 10-й барон Ашфорд из Ашфорда в графстве Кент (Пэрство Англии).

## Ранняя жизнь и образование
Родился 16 июля 1965 года. Единственный сын Дерека Кеппеля, виконта Бери (1911—1968), и его второй жены Марины Давидофф (1937—2020), дочери графа Сергея Орлова-Давыдова и достопочтенной Элизабет Гвендолен Скотт-Эллис. Поскольку его отец умер раньше своего деда, 9-го графа Альбемарла, Руфус Кеппель унаследовал графский титул в возрасте четырнадцати лет после смерти своего деда по отцовской линии в 1979 году. Он известен профессионально как Руфус Альбемарль.
Ранние годы жизни Руфуса Кеппеля прошли в Англии и Италии, где он жил с родителями. Он получил образование в школе Святого Кристофера в Летчуэрте, Хартфордшир, и колледже искусста в Челси в Лондоне, а также в Центральном колледже искусства и дизайна имени Святого Мартина. Он работал промышленным дизайнером в Милане, а также графическим и брендинговым дизайнером в Нью-Йорке, где позже основал компанию по производству мужских рубашек Albemarle of London.

## Брак и ребенок
В 2001 году в Гаване (Куба) лорд Альбемарл женился на Салли Клэр Тадайон, дочери доктора Джамала Тадайона и скульпторе датско-персидского происхождения. Том Форд из Yves St Laurent разработал дизайн платья невесты, а свадьба была освещена в Town & Country и Vanity Fair. У супругов родился один сын, который является наследником графского титула:
- Август Сергей Дариус Кеппель, виконт Бери (род. февраль 2003).